# Baños de Ebro
Baños de Ebro (bask. Mañueta) – gmina w Hiszpanii, w prowincji Álava, w Kraju Basków, o powierzchni 9,46 km². W 2011 roku gmina liczyła 317 mieszkańców.